# Всеволодко (князь городенский)
Всеволодко (ум. 1 февраля 1142) — князь городенский (не позднее 1116—1142).
Впервые упоминается летописью под 1116 годом в связи с женитьбой на дочери Владимира Мономаха Агафье. Его удел Гродно впервые упоминается в связи с участием Всеволода в походе Мстислава Владимировича на Полоцкое княжество в 1127 году. Всеволод участвовал также в походе Мстислава и Ольговичей против литвы в 1132 году.

## Происхождение
Основная статья: Городенское княжество
По различным версиям, Всеволод был сыном:
- Ярослава Ярополчича (пытался добиться удела в Берестье, тем самым выделив его из волынской волости своего двоюродного брата Ярослава Святополчича, и умер в заточении у своего дяди Святополка Изяславича киевского в 1102 году);
- Давыда Игоревича волынского (1086—1099);
- Давыда Святославича черниговского.

## Дети
- Борис Всеволодович (ум. не позднее 1166)
- Глеб Всеволодович (ум. 1170)
- Мстислав Всеволодович (участник битвы на Орели в 1183 году)
- дочь (замужем за Владимиром Давыдовичем черниговским)
- Анна (замужем за Юрием Ярославичем туровским)